# 감택
감택(闞澤, ? ~ 243년 11월)은 중국 후한 말 ~ 삼국시대 오(吳)나라의 문신으로 자는 덕윤(德潤)이며, 양주(揚州) 회계군(會稽郡) 산음현(山陰縣) 사람이다.

## 생애
팔삭둥이였으며, 태어났을 때 울음소리가 매우 컸다.
집안은 대대로 농부였으나, 학문을 좋아하여 돈이 없어 남을 위해 책을 베끼는 일을 하면서 종이와 붓을 공급받았고, 책 한 권을 다 베낄 때마다 그 책을 외웠다. 스승을 따라 강론하고, 여러 전적을 보고 궁구하였으며, 또 역법에 통달하여 이름을 드러냈다. 효렴으로 추거되어 전당장(전당현의 현장), 침령(침현의 현령)를 지냈다.
217년, 손권(孫權)이 표기장군이 되자, 감택을 불러 서조연으로 삼았고, 황룡 원년(228년)에 손권이 황제로 즉위하면서 상서로 삼았다. 가화 연간에는 중서령이 되었고 시중을 겸했다.
적오 5년(242년), 태자태부가 되었고 예전의 중서령은 계속 겸했다. 경전의 문장이 많아 모두 다 쓰기에는 어렵다고 여기고, 여러 사람들의 말을 참작하여 《예기》의 문장과 그 주석, 설을 요약한 것을 만들어 문제와 노왕 두 궁의 황자를 가르쳤으며 또 출입할 때와 빈객과 만날 때의 의식을 정했고, 또 《건상력주》를 지어 역법을 바로잡았다.
조정에서는 경전에 의문점이 있으면 자주 감택에게 찾아가 자문했다. 유학에 힘써 도향후에 봉해졌다. 손권의 질문을 받고 가의의 《과진론》을 권하여 읽게 했다. 예전에 여일이 교사 직분을 가지고 횡포를 부리다 처형당하게 되었을 때, 감택은 가혹한 형벌을 내리는 것은 당대에 할 것이 아니라고 하여 그리되었다.
적오 6년(243년) 11월, 죽었다.

## 《삼국지연의》의 묘사
208년, 말솜씨가 뛰어나 적벽대전(赤壁大戰) 때 황개(黃蓋)의 고육지계(苦肉之計) 밀서를 조조(曹操)에게 전달하여 계략을 성공시킨다.
222년, 유비(劉備)의 침공에 대항하여 육손(陸遜)을 대도독으로 천거하였다.

## 평가
우번(虞翻)은 감택을 양웅(揚雄), 동중서(董仲舒)와 같은 인물이라고 칭찬했다.
진수(陳壽)는 감택을 엄준(嚴畯), 정병(程秉)과 함께 한 시대의 유자로 평가했다.

## 같이 보기
- 삼국지 인물 목록